# 朱瑞峰
朱瑞峰（1969年8月23日—），中國調查記者、公民記者，人民監督網創辦人。因為於2012年11月揭露包括中共重慶北碚區委書記雷政富在内的二十一名重庆市厅级以上高官的性醜聞視頻而獲得公眾高度關注。朱瑞峰至今已监督曝光52名厅级以上「活老虎高官」 、33名处级以下干部。

## 人民監督網
朱瑞峰2003年曾在中共政法系統掌控的最高人民检察院主管的《方圓》雜誌擔任記者寫報導。朱在2006年萌生了報導獨家新聞的念頭，成立了「人民監督網」。2007年，監督網發表關於山西疫苗事件中不當注射使兒童致死或生病的報導，引發中國其他媒體跟進，中國衛生部於2010年啟動調查證實。該網站還揭發遼寧省、山西省一些貪官，導致至少兩名官員遭免職。每樁醜聞處理過程，朱都會收到匿名恐嚇，該網站也被多次屏蔽。

2011年12月，朱因發表揭露中共人大代表非法獲得暴利的文章而受到河北省廊坊公安異地抓捕的威脅，朱瑞峰因此委託北京律師周澤以便自保，並指定中国著名调查记者王克勤为失去人身自由时的新闻发言人，中国著名学者、北京大学法学院教授贺卫方、中国知名学者、北京外国语大学教授展江、中国政法大学讲师滕彪博士等多名学者、律师、和媒体人在互联网上对朱瑞峰进行了声援。
2013年7月15日，有報道指人民監督網因報導福建某市長進京喝花酒後，人民監督網及其微博均被封，而有關人民監督網的討論亦被作屏蔽。朱瑞峰短暫與外界失去聯絡兩天後再度與BBC中文網聯繫，表示目前人身安全無虞，但所有與外界聯繫的方式均被封阻，而人民監督網目前已恢復瀏覽。

## 重庆不雅照片事件
2006年12月，雷政富调任重庆市九龙坡区委副书记，三个月后调任北碚区委副书记、区长，归入正厅级干部序列。当时，一名建筑商因经济原因与雷政富产生纠纷。该建筑商安排女子赵红霞与雷政富发生关系，借此要挟雷。2007年正月初一（2月18日）、正月初三（2月20日），二人的性爱行为被录像。事后，雷政富在2009年向时任重庆市委书记薄熙来交代不雅视频一事，薄将此事交给王立军处理，最后该建筑商以“私刻公章”的罪名被判监禁一年，赵某也被刑拘一个月。
薄熙来下台后，2012年11月份初，朱瑞峰据称从重庆警方有关人员手上获得包括雷政富的多段重庆高官与赵红霞等发生性关系的视频。
有媒體因此認為這是新任重慶市委書記孫政才為習近平打出反腐第一槍。朱瑞峰說：「他們（王立軍等人）是真正的黑社會……，借打黑的名，撈取個人利益。他打的黑，一個是政治對手，第二，他打的都是那些有錢人……，一打就把你財産沒收了。這就是文革式的方法。」

## 後續
2023年6月，趙威在臉書公開指控自己在8年前在中國大陸遭朱瑞峰強暴，但朱瑞峰仍然沒有正面回應此事，而且拒絕當事人電話。

## 外部連結
- 人民監督網 （页面存档备份，存于）
- 朱瑞峰的推特 （页面存档备份，存于）